# Podhradie (Žilina)
Podhradie (em húngaro: Szucsányváralja) é um município da Eslováquia, situado no distrito de Martin, na região de Žilina. Tem 16,4 km² de área e sua população em 2018 foi estimada em 666 habitantes.

## Demografia
| Ano:        | 1994 | 2004   | 2014   | 2024   |
| ----------- | ---- | ------ | ------ | ------ |
| Broj ljudi: | 715  | 688    | 668    | 679    |
| Razlika:    |      | -3,77% | -2,90% | +1,64% |

| Ano:               | 2023 | 2024   |
| ------------------ | ---- | ------ |
| Número de pessoas: | 676  | 679    |
| Diferença:         |      | +0,44% |